# 祝雪兰
祝雪兰（1971年—），广西苍梧人，瑶族，中华人民共和国政治人物。

## 生平
毕业于广西科学技术学院种养专业。加入中国共产党。2013年，担任全国人大代表。2018年2月24日，当选为第十三届全国人大代表。